# Notaholmen (Samnanger)
Ne doit pas être confondu avec Notaholmen.
Notaholmen est une île norvégienne du comté de Hordaland appartenant administrativement à Samnanger.

## Description
Rocheuse et désertique, à fleur d'eau, elle s'étend sur environ 42 m de longueur pour une largeur approximative de 21 m. Elle compte un bâtiment, de nos jours en ruine. 